# Museo Salvador Vilaseca
El Museo de Reus, gestionado desde el Instituto Municipal de Museos de Reus, es una de las instituciones museísticas más arraigadas y con uno de los fondos patrimoniales y artísticos más relevantes de la región de Cataluña (España). De acá que el 1934 se inauguró el primer Museo Municipal Delgado-Rull, y gracias al empujón de una figura clave, el médico y prehistoriador Salvador Vilaseca (Reus, 1896-1975), el Museo dispone de importantes colecciones que repasan la historia de la ciudad y su entorno.

## Sedes
Actualmente, el Museo de Reus dispone de tres equipamientos abiertos al público:
- Museo de Reus – Salvador Vilaseca (arrabal de Santa Anna, 59)
- Museo de Reus – Espacio Libertado (plaza de la Libertad, 13)
- Museo de Reus – Mas Iglesias (plaza de Ramón Amigó, 1)[1]

## Fondo
Al fondo arqueológico se pueden encontrar piezas desde la prehistoria, la protohistoria, la época romana, el periodo medieval y la Edad Moderna. Los fondos de historia permite conocer la ciudad desde su fundación a la baja edad mediana hasta el siglo XX. Entre estas colecciones destacan los testigos de oficios y etnología. En este apartado sobresalen también legados relacionados con los hijos ilustres de la ciudad, como por ejemplo el pintor Mariano Fortuny, el general Juan Prim o el arquitecto Antoni Gaudí.
En cuanto al arte, el Museo preserva importantes obras desde épocas medievales (con una importante colección gótica) hasta los fondos de arte contemporáneo vinculados al movimiento artístico local de los años 1980. El fondo de arte del Museo destaca también porque dispone de un buen número de obras de diferentes artistas locales del siglo XIX de renombre internacional: Mariano Fortuny y José Tapiró son los dos autores que destacan en este fondo, a los cuales acompañan creadores como Baldomero Galofré, Josep Llovera y Hortensi Güell.
El equipamiento de Mas Iglesias conserva fondo de fotografía y de imagen en movimiento. Este fondo es heredero de la tarea de recuperación e investigación de la Agrupación Fotográfica de Reus (en cuanto a fotografía) y de la Unidad de Cine de la Universidad Rovira i Virgili (en cuanto a cine).

## Directores
- Salvador Vilaseca: 1934-1975
- Lluïsa Vilaseca Borràs: 1975-??[2]